# Botola 1 Pro 2011-2012
La stagione 2011-2012 del Campionato marocchino di calcio è stata la 56ª edizione del campionato marocchino di calcio. In questa stagione hanno giocato in 16 squadre per 30 giornate, per un totale di 240 partite. È iniziata nel 19 agosto 2011 ed è finita a maggio 2012. Per la prima volta il campionato Marocchino è entrato nel mondo del professionismo.

## Squadre partecipanti
| Club                         | Città      | Stadio                           | Stagione           | Risultato |
| ---------------------------- | ---------- | -------------------------------- | ------------------ | --------- |
| Raja Casablanca              | Casablanca | Stade Mohamed V                  | Botola 1 2009-2010 | 1°        |
| Difaâ d'El Jadida            | El Jadida  | Stadio El Abdi                   | Botola 1 2009-2010 | 2°        |
| Far Rabat                    | Rabat      | Stade de prince moulay abdellah  | Botola 1 2009-2010 | 3°        |
| Wydad Casablanca             | Casablanca | Stade Mohamed V                  | Botola 1 2009-2010 | 4°        |
| Olympique de Khouribga       | Khouribga  | Stadio di Phosphate              | Botola 1 2009-2010 | 5°        |
| Moghreb Athletic Tétouan     | Tétouan    | Stadio Saniat Rmel               | Botola 1 2009-2010 | 6°        |
| Maghreb de Fes               | Fès        | Stadio di Fès                    | Botola 1 2009-2010 | 7°        |
| Club Omnisports De Meknès    | Meknès     | Stadio d'honneur de Meknès       | Botola 2 2010-2011 | 8°        |
| Hassania Agadir              | Agadir     | Stadio di agadir                 | Botola 1 2009-2010 | 9°        |
| Ittihad Khémisset            | Khemisset  | Stadio di 18 novembre            | Botola 2 2010-2011 | 10°       |
| Olympique Club de Safi       | Safi       | Stadio El Massira                | Botola 1 2009-2010 | 11°       |
| Jeunesse Sportive El Massira | Laayoune   | Stadio di Sheikh Mohamed Laghdaf | Botola 1 2009-2010 | 12°       |
| Chabab Rif al Hoceima        | Al Hoceima | Stadio Mimoun Al Arsi            | Botola 1 2009-2010 | 13°       |
| Kénitra Athlétic Club        | Kenitra    | Stadio municipale di Kénitra     | Botola 1 2009-2010 | 14°       |
| Fath Union Sport de Rabat    | Rabat      | Stade de prince moulay abdellah  | Botola 1 2009-2010 | 15°       |
| Wydad Fes                    | Fès        | Stadio di Fès                    | Botola 1 2009-2010 | 16°       |

## Classifica
|     | Classifica 2011-2012 | Pti | G  | V  | N  | P  | GF | GS | DR  |
| --- | -------------------- | --- | -- | -- | -- | -- | -- | -- | --- |
| 1.  | Moghreb Tetouan      | 61  | 30 | 17 | 10 | 3  | 41 | 13 | +28 |
| 2.  | FUS Rabat            | 57  | 30 | 16 | 9  | 5  | 32 | 16 | +16 |
| 3.  | Wydad Casablanca     | 51  | 30 | 13 | 12 | 5  | 32 | 18 | +14 |
| 4.  | Raja Casablanca      | 51  | 30 | 14 | 9  | 7  | 34 | 24 | +10 |
| 5.  | Difaa el Jadida      | 48  | 30 | 13 | 9  | 8  | 35 | 27 | +8  |
| 6.  | MAS Fes              | 41  | 30 | 10 | 11 | 9  | 35 | 26 | +9  |
| 7.  | FAR Rabat            | 38  | 30 | 8  | 14 | 8  | 22 | 21 | +1  |
| 8.  | COD Meknes           | 36  | 30 | 10 | 6  | 14 | 19 | 26 | -7  |
| 9.  | Olympique Safi       | 36  | 30 | 9  | 9  | 12 | 34 | 43 | -9  |
| 10. | Olympique Khourigba  | 35  | 30 | 8  | 11 | 11 | 27 | 32 | -5  |
| 11. | HUS Agadir           | 35  | 30 | 8  | 11 | 11 | 22 | 31 | -9  |
| 12. | KAC Kenitra          | 35  | 30 | 7  | 14 | 9  | 29 | 40 | -11 |
| 13. | CR al Hoceima        | 33  | 30 | 8  | 9  | 13 | 31 | 27 | +4  |
| 14. | Wydad Fes            | 30  | 30 | 7  | 9  | 14 | 26 | 39 | -13 |
| 15. | JS Massira           | 28  | 30 | 7  | 7  | 16 | 24 | 42 | -18 |
| 16. | IZ Khemisset         | 24  | 30 | 5  | 9  | 16 | 12 | 32 | -20 |

| 2 CAF Champions League           |
| 1 Coppa della Confederazione CAF |
| 2 GNF2                           |